# Euornithocheira
Euornithocheira son un grupo de pterosaurios pertenecientes a la superfamilia Ornithocheiroidea. El paleontólogo británico David Unwin señaló que en su análisis cladístico las familias Ornithocheiridae y Pteranodontidae formaban juntas un clado, es decir un grupo consistente de un linaje monofilético. En 2003 él nombró a este grupo Euornithocheira ("ornitoqueiroideos verdaderos"). Unwin definió de esta forma al clado: el grupo consiste del último ancestro común de Ornithocheirus mesembrinus y Pteranodon longiceps y todos sus descendientes. Unwin proporcionó las siguientes sinapomorfias, o rasgos novedosos compartidos: el borde posterior de la fenestra anteorbital es hueca, el fondo de la órbita es plana, y las articulaciones entre los huesos del coracoides y el esternón se encuentran lado a lado en vez de en diagonal. Los Euornithocheira son el grupo hermano de Istiodactylus y parece ser que divergieron durante el Cretácico Inferior. Estos consisten de formas de gran tamaño que estaban adaptadas a planear.

## Filogenia
Cladograma según Urwin (2003).
|               | Ornithocheiridae                                                |
|               |                                                                 |
| Pteranodontia | \| \| Pteranodontidae \| \| \| \| \| \| Nyctosaurus \| \| \| \| |
|               | \| \| Pteranodontidae \| \| \| \| \| \| Nyctosaurus \| \| \| \| |
|               | Pteranodontidae                                                 |
|               |                                                                 |
|               | Nyctosaurus                                                     |
|               |                                                                 |

|  | Pteranodontidae |
|  |                 |
|  | Nyctosaurus     |
|  |                 |

|               | Ornithocheiridae                                                |
|               |                                                                 |
| Pteranodontia | \| \| Pteranodontidae \| \| \| \| \| \| Nyctosaurus \| \| \| \| |
|               | \| \| Pteranodontidae \| \| \| \| \| \| Nyctosaurus \| \| \| \| |
|               | Pteranodontidae                                                 |
|               |                                                                 |
|               | Nyctosaurus                                                     |
|               |                                                                 |

|  | Pteranodontidae |
|  |                 |
|  | Nyctosaurus     |
|  |                 |